# Ornithodoros normandi
Ornithodoros normandi är en fästingart som beskrevs av Larrousse 1923. Ornithodoros normandi ingår i släktet Ornithodoros och familjen mjuka fästingar.
Artens utbredningsområde är Tunisien. Inga underarter finns listade i Catalogue of Life.